# مانسو (موقع أثري)
تعد مانسو موقعا أثريا في أوغندا وتقع في الجزء الجنوبي الشرقي من بونيورو(0°49′30″N 31°18′00″E)، ويتم التعرف عليه عمومًا من خلال السهل الصخري الذي يعرفه السكان المحليون باسم "بيكجيتي" الذي يحيطه نظام الأعمال الترابية من الخنادق القديمة. يقع الموقع على بعد حوالي خمس كيلومترات (3.1 مل) من شمال غرب بلدة كاكوميرو في مقاطعة بوقانزاي، منطقة كاكوميرو. أن مانسو اسم مأخوذ من لغة البونيورو ومعناه الحرفي" في الخنادق". أن مهندسو محطات الأرض غير معروفين، على الرغم من أن هناك اعتقاد بأن الموقع يمكن أن يكون مرتبطا بالباشويز. ومع ذلك ليس هنالك دليل يثبت هذا الاعتقاد، ويبدو من المحتمل أن ارتباط مانسو بالباشويز هو تطور حديث.
أعادت الحفريات في هذا الموقع بناء التاريخ البيئي في أواخر العصر الهولوسيني من خلال أدلة على أعمال الحديد ودفن البشر والإنتاج الغذائي وأعمال الحفر. في حين أن بيكيجيتي كانت مأهولة سكنيا في بدايات القرن التاسع الميلادي، فإن تواريخ الكربون المشع والأشعة الضيائية التي تم الحصول عليها أثناء الحفريات تشير إلى أن خنادق موقع مانسو تم حفرها في بدايات القرنين الخامس عشر والسادس عشر الميلادي. لكن لا يزال عمر الخندق الخارجي "ج" غير معروف. ووفقًا للأدلة الأثرية المحدودة المتاحة، يُعتقد أن الاستيطان الدائم في مانسو قد توقف في نهاية القرن السابع عشر الميلادي. قد يكون الهجر من مانسو جزءًا من الاضطرابات الاقتصادية والسياسية والاجتماعية الكبرى التي أحدثت تحولًا في أنماط الاستيطان من المستوطنات الدائمة إلى مساكن البدو.

## الخلفية التاريخية

### تاريخ البحث
بدأت التحقيقات في مانسو في خمسينيات القرن الماضي عندما رسم إيريك لانينغ خرائط لأعمال الحفر وجمع القطع الأثرية على السطح واستفسر عن التقاليد الشفوية. حينها لاحظ لانينغ وجود الفخار في مانسو على غرار الفخار الموجود في موقع بيجو للأعمال الأرضية الواقع على بعد حوالي 50 ميلاً (80 كم) إلى الجنوب. كما أدرك لانينغ بأن قطع الحديد الأثرية موجودة في كلا الموقعين. بناءً على هذه النتائج، فنسب لانينغ هذا الموقع إلى ثقافة بيجو. وتتكون مانسو من حطام المستوطنات والمدافن البشرية والملاجئ الصخرية وأدلة على أعمل الحديد وتخزين الحبوب واستهلاك الماشية. كان هدف لانينغ هو تحديد مدى نطاق الخنادق ومقارنتها بأعمال الأرض المعروفة الأخرى في المنطقة. ومنذ ذلك الحين، تم إجراء الحفريات اللاحقة داخل موقع مانسو. وتم التعرف على مراحل التطوير داخل مانسو من خلال دلائل التغييرات الهيكلية في مركز الأعمال الأرضية.

### الحفريات والتنقيب
تم إجراء أول حفرية أثرية الرسمية في مانسو في عام 1988 من قبل بيتر روبرتشاو. ومن خلال هذه التحقيقات، تم التنقيب عن وحدات تتراوح مساحتها من ستة إلى ستة عشر مترًا مربعًا. تم إجراء الحفريات عند سفح بيكيجيت، مع وجود وحدات تنتج شظايا خزفية وقطعة خزفية من المحتمل أنها من النحاس ومطارق عظمية وقطع أثرية من الحديد. وجدوا أيضا أحجار الطحن وأسنان ماشية وحبة زجاجية خضراء وثقوب أخرى من الهياكل المباني السابقة.
في عام 1994، أجرى روبرتشاو تحقيقاته على مانسو لمرة اخرى. وتم حفر خمس حُفر تجريبية بمساحة واحد متر مربع (11 قدمًا مربعة) في مانسو خلال الموسم الميداني الماضي، مع إجراء حفريات على قمة بيكيجيتي وإلى الجنوب من بيكيجيتي في حظيرة الماشية بين الخندقين أ و ب. تم العثور على قطع خزفية وقطع من الحديد وركام المعادن وعظام محفوظة بحالة سيئة.
في عام 1995، عاد روبرتشاو إلى مانسو لإجراء أول عملية حفريات كبيرة في الموقع الأثري. تم حفر حوالي 230 مترًا مربعًا (2,500 قدم مربع) من الموقع. وحُفرت سلسلة من الوحدات التجريبية في جميع أنحاء الموقع الأثري وشملت الحفريات داخل الخندقين القديمين أ و ب. تم تحديد العديد من الميزات تحت السطح في قمة بيكيجيتي. وشملت هذه الآبار والحفر المتنوعة والمدافن وفرن الحديد. وشملت المواد التي تم استردادها خلال الموسم الميداني قطع الخزف وأواني من الصلصال والخرز الزجاجي وشظايا الأنابيب. والقطع الأثرية الحديدية مثل الخرز والأساور وشفرات الحلاقة والسكاكين وأعقاب الرمح والمجرفة والجرس وعظام الماشية والأسنان. تم الحصول على تواريخ للكربون المشع من عينات الفحم المستخرجة من الخندقين أ وب، بناءً على نتائج هذه العينات جزئيًا، يتم وضع عمر هذه الخنادق بين عامي 1400 و1650 ميلادي.

### النظم البيئية
مستوى الأرض في مانسو عبارة عن تداخلات من الغرانيت وكوارتزيت تشكل تلالًا صخرية منعزلة عندما تصبح مرئية على السطح.أن هطول الأمطار في مانسو ثنائي النسق، حيث يتم تحديد فترات هطول الأمطار من خلال الدورات فوق المحيط الهندي ونوبات التذبذب الجنوبي لظاهرة إل نينو(ENSO). وتم جمع عينات من نوى الرواسب من مستنقع صغير قرب كل خندق، وتم الحصول على إجمالي 15 نوع من تأريخيات الكربون المشع. وتتكون الرواسب من طين داكن اللون ورواسب من حبيبات رملية خشنة. وتم جمع وتحليل عدد من حبوب اللقاح والأبواغ الأحفورية مع أدلة الفحم. أشارت حبوب اللقاح والجراثيم إلى وجود غابة بينما أشارت بيانات الفحم إلى انخفاض احتمال نشوب حريق.
بشكل عام، تشير هذه الأدلة من موقع مانسو إلى أنه كان هناك وجود لغابة حتى أوائل الألفية الثانية بعد الميلاد، تليها إزالة الغابات منذ ما يقرب من 1000 عام مما يتطابق مع تاريخ الفترة الرئيسية للاحتلال مانسو.

## اكتشافات أثرية

### المدافن
كانت التربة السطحية مبطنة بطبقة سوداء سائبة، يصل سمكها إلى حوالي 30-40 سم (12-16 بوصة)، والتي تحتوي على أكثر من 170 كجم (370 رطلاً) من ركام المعادن، وشظايا تويير وبطانة الفرن وشظايا الفخار. تحت هذه الطبقة كانت هناك رواسب محمرة سائبة مع بعض من الاكتشافات الأثرية، حوالي 10-20 سم (3.9-7.9 بوصة) في السماكة، والتي كانت عبارة عن حفر خاصة بالدفن. تم تسجيل هيكل عظمي لرجل في الحفرة ملقى على ظهره، رأسه متجه نحو الغرب وقدميه متجهة شرقا. كان الرأس مستديرا باتجاه اليمين وينظر جنبا، وذراعيه إلى جانبه وساقيه ملفوفتان عبر الصخرة. فُقدت العديد من العظام، بما في ذلك اليدين والقدمين. إلى جانب ذلك، تم اكتشاف مدافن فردية مختلفة في مقابر ضحلة لهياكل عظمية تم العثور عليها في الحُفر. اختلفت مواقع الدفن هذه عن المدافن الفردية التي لوحظت في حفر المقابر الضحلة. حيث كانت الرؤوس في الاتجاه الغربي والقدمان متجهة شرقًا في وضع مثني طفيف.
جميع الهياكل العظمية المكتشفة كانت للبالغين، وبعض من الهياكل العظمية المكتشفة لم يكن لديها قواطع السفلية. كما تم انتشال عظام محفوظة بشكل سيئ من اثنين إلى ثلاثة أطفال رضع. تضمنت المقابر داخل المدافن الفردية الأساور الحديدية والنحاسية، إلى جانب الخرزات الحديدية.

### الإنتاج الغذائي
تم انتشال عظام الحيوانات، وخاصة عظام الماشية، وتحليلها مع بقايا حيوانات أخرى. وعثروا أيضا على عدد كبير من الحفر المجوفة التي كانت على الأرجح تستخدم لتخزين القمح. تشير هذه الحُفر إلى جانب أحجار الطحن الكبيرة والفخار إلى زراعة الحبوب والقمح.
تم جمع عينات لُب الرواسب من مستنقع داخل مانسو في عام 2001. وقد وُجد أن هذه الرواسب تحتوي على سيلكيا نبات الموز القديمة، مما يشير إلى احتمال وجود الموز المزروع (والموز الهندي) خلال الألفية الرابعة قبل الميلاد. تم أيضا العثور على أدلة على زراعة الموز في مرتفعات كوك في غينيا الجديدة التي يرجع تاريخها إلى 5000 قبل الميلاد.

### أعمال وصناعة الحديد
أدت الحفريات التي أجراها روبرتشاو في مونسا في عام 1995 إلى اكتشاف فرن لصهر الحديد من القرن الرابع عشر. وأظهر التأريخ بالكربون المشع أن مونسا تحتوي على أقدم بقايا صهر حديد معروفة حاليًا في غرب أوغندا. بحلول القرن الرابع عشر، كانت أعمال الحديد في مونسا مهمة للدور الذي أدته في إنتاج سلع الحديد والذي تعتبر عند سياسات وسط وشرق إفريقيا من العلامات الرمزية المهمة للسلطة والثروة.

### أعمال الحفر
تعد أعمال حفر مونسا ثاني أكبر أعمال الحفر في أوغندا ويُعتقد أنه تم إنشاؤها بين عامي 1400 و1650 م. وهي تتكون من سلسلة من الخنادق بتلة بيكيكتي، وهو نتوء صخري به ملاجئ صخرية. وتختلف الخنادق في العمق من 10 إلى 15 قدمًا (3.0 إلى 4.6 مترًا) والعرض من 6 إلى 10 أقدام (1.8 إلى 3.0 مترًا). أعمق خندق هو خندق "أ" الذي يحيط بتلة بيكيتي. وتم تفسير الخندق "ج" وهو أبعد خندق بأنه في الأصل ميزة دفاعية لحماية سكان الموقع من الغزاة المعادين. وهناك نظرية أخرى اقترحها روبرتشاو وهي أن الخندق الخارجي خندق "ج" كان يُستخدم لمنع الأفيال من دخول موقع مونسا. أيضا أن المنطقة الواقعة بين خندق "ج" والخندق الداخلي "ب “ مما تجعلها كبيرة بما يكفي لزراعة النباتات وتربية الماشية.

## التفسير وأهمية الموقع الأثري
قبل اكتشاف الأدلة التي قدمها موقع مانسو الأثري، كان علماء الآثار يتوقون إلى فهم تطور المجتمع والتغيرات الاجتماعية والاقتصادية داخل أوغندا. ويشير اكتشاف المدافن البشرية وإنتاج الغذاء وصناعة الحديد ومحطات الأرض إلى أن مانسو ربما كانت منطقة غابات تدعم الكثافة العالية من الحيوانات العاشبة. كما تدعم الأدلة الموجودة في هذا الموقع الأثري أن هناك أدلة على الزراعة المبكرة.
وتوفر أيضا البقايا الأثرية في مانسو فرصة لا مثيل لها للأخذ بالاعتبار إنتاج الحديد في سياق السكن والدفن وغيرها من المعالم الأثرية الأوسع. من المحتمل أيضًا أن هناك أفران أخرى لم يتم اكتشافها بعد في مانسو. لتعظيم إمكانيات بقايا عمل الحديد في مانسو ، من المستحسن العودة إلى الموقع الأثري لإجراء مزيد من التنقيب وأخذ عينات منهجية لآثار عمل الحديد بهدف إجراء مجموعة من التحليلات المعدنية الأثرية.